# Красоцин
Красоцин (пол. Krasocin) — село в Польщі, у гміні Красоцин Влощовського повіту Свентокшиського воєводства.
Населення — 1144 особи (2011).
У 1975-1998 роках село належало до Келецького воєводства.

## Демографія
Демографічна структура на день 31 березня 2011 року:
|          | Загалом | Допрацездатний вік | Працездатний вік | Постпрацездатний вік |
| -------- | ------- | ------------------ | ---------------- | -------------------- |
| Чоловіки | 576     | 132                | 386              | 58                   |
| Жінки    | 568     | 103                | 346              | 119                  |
| Разом    | 1144    | 235                | 732              | 177                  |